# Christopher Morley
Christopher Morley (né le 5 mars 1890 à Bryn Mawr et mort le 28 mars 1957) est un journaliste, romancier, essayiste et poète américain. Il est le fils du mathématicien Frank Morley (1860-1937).

## Œuvres principales
- Parnassus on Wheels (roman, 1917)
- Shandygaff (essais, 1918)
- The Haunted Bookshop (roman, 1919)
- Thunder on the Left (roman, 1925)
- The Trojan Horse (roman, 1937)
- Kitty Foyle (roman, 1939)
- The Old Mandarin (poèmes, 1947)